# Alan James Alexander Kelly
Alan James Alexander Kelly (Bray, 5 luglio 1936 – Maryland, 20 maggio 2009) è stato un calciatore e allenatore di calcio irlandese, di ruolo portiere.

## Biografia
Anche suo figlio Alan è stato un calciatore.
È deceduto il 20 maggio 2009, all'età di 72 anni, dopo aver combattuto il cancro al colon per vari anni.
Lo stadio Deepdale ha una tribuna chiamata Alan Kelly in suo onore.
È membro della Hall of Fame della Football Association of Ireland.

## Carriera

### Club
È il calciatore che ha registrato il maggior numero di presenze nel Preston North End (513).

## Palmarès

### Giocatore

#### Competizioni nazionali
- Campionato irlandese: 1

Drumcondra: 1958
- Coppa d'Irlanda: 1

Drumcondra: 1957
- Third Division: 1

Preston: 1970-1971